# Brandon Kruse
Pour les articles homonymes, voir Kruse (homonymie).
Brandon Kruse est un animateur et dessinateur de bande dessinée américain qui a travaillé sur The Batman Adventures en 1996-1997.

## Prix et récompenses
- 1998 : Prix Eisner de la meilleure publication de bande dessinée jeune public pour Batman & Robin Adventures (avec Rick Burchett et Ty Templeton)